# Hypnophila boissii
Hypnophila boissii is een slakkensoort uit de familie van de Azecidae. De wetenschappelijke naam van de soort is voor het eerst geldig gepubliceerd in 1851 door Dupuy.